# Епаньол бретон
Епаньол бретон (на френски: Épagneul Breton; на бретонски: Brittany Wiegref), наричан още епаньол бретан, бретан, американски бретан, бретански пойнтер е порода кучета, произхождаща от френската провинция Бретан. Принадлежи към ловните кучета. Стандартът на породата е утвърден в началото на 20 век, въпреки че първите исторически данни датират още от 1921 година.

## История
Кучетата произхождат от френската провинция Бретан, по-точно около град Калак, където са използвани за лов от местните жители. Днес те са много популярна порода, която може да се срещне на много места по света.Породата е призната на 07.06.1908 г.на първата пленарна асамблея на клуба в Лудеак (Loudéac – бивш Северен бряг). Това е бил първият стандарт на „Клуб Епаньол бретон с природно къса опашка“ («Club de l’Epagneul Breton à courte queue naturelle»). Американският клуб признава породата през 1934 година, като стандарта се доразвива. В Американския клуб - черният цвят не е признат.

## Външен вид
Епаньол бретонът има височина в холката:
Мъжки: минимална височина: 48 см (толеранс: –1 см); максимална височина: 51 см (толеранс: +1 см)
Женски: минимална височина: 47 см (толеранс: –1 см); максимална височина: 50 см (толеранс: +1 см)
Идеална височина: за мъжки – от 49 до 50 см; за женски – от 48 до 49 см. Епаньол бретонът тежи 14 – 17 кг. Косъмът трябва да бъде фин, но не копринен, гладък (прав) или леко вълнист по тялото. Никога къдрав. Козината може да бъде „бяло и оранжево“, „бяло и черно“ и „бяло и кафяво“, с повече или по-малко неправилно разположени петна. Допуска се и трицветна окраска (бяло, оранжево и черно), но тя не е желателна. За трицветни се считат кучетата, които имат тъмно оранжеви петна в горната или страничните части на муцуната, над очите, на крайниците, на гърдите и над основата на опашката.Едноцветните окраски не са допустими.Ушите са клепнали, от двете страни на главата, а изражението е будно и самоуверено. Обикновено опашките са къси. Ако някое кученце се роди с дълга опашка, тя трябва да се купира според породния стандарт.

### Типове
Много стопани различават два отделни типа на породата – американски и френски. Френските кучета са запазили първичният стандарт на породата и са по-малки от американските си събратя. Според американските стандарти тези две разновидности се признават за две отделни породи, но според други киноложки организации, включително МФК, двете разновидности са една порода.

### Поддръжка на външния вид
Поддръжката на външния вид е според типът - френските епаньол бретони имат по-малка нужда от грумиране за разлика от американските си събратя, където поддържането на козината е на сравнително високо ниво. Меката и перниста козина се нуждае от разресване два пъти в седмицата, а в сезоните с по-обилно линеене това сресване трябва да се зачестява.

### Обучение
Епаньол бретон е много умно, съобразително, което е много любопитно и чувствително куче. Изключителната му интелигентност го нарежда сред най-умните кучета. Бързо запомня, но предпочита игрите, затова трябва винаги с подход и умерена настойчивост да се подхожда при обучението на кучето. При специфично обучение подходът е чрез поощрение и тогава Вашето куче се превръща в най-всеотдайния ученик. Има изключително силна ловна страст, която много лесно може да се направлява и така кучето само се самоусъвршенства. Но ако става дума за най-обикновено обучение, командите „Ела!“, „Седни!“, „Легни!“, „Донеси!“, „Пусни!“ и „Редом!“ ще са достатъчни, за да завършите обучението на кучето.

## Темперамент
Епаньол бретон е верен, щастлив и нетърпелив. Има голям запас от енергия и обича игрите. Благодарение на високата си интелигентност, Епаньол бретон лесно се поддават на дресировка, което ги прави подходящи за отглеждане както от хора с опит в гледането на кучета, така и за такива без. Те много обичат човешката компания и да са център на внимание, затова не бива да бъдат пренебрегвани – отегчението може да доведе до лошо поведение от тяхна страна. Чувствителен по характер, Епаньол бретон много обича стопанина си, но също така е и независим, енергичен и игрив.
Епаньол бретон обича много децата, особено малките, и се отнася добре с други животни, но затова му е нужна ранна социализация. Сред непознати е възможно да бъде срамежлив. Любовта му към стопаните го прави добър пазач. Някои екземпляри са срамежливи и свенливи, а за да се предотврати това, трябва ранна социализация. Като цяло Епаньол бретон е много подходящ за хора, които могат да му се посветят. Той много обича да играе с деца и търси тяхната компания. Винаги намира език и с други любимци. Много подходящ е за малки жилища, както лесно се адаптира във всяка среда. Не се препоръчва да бъде вързван, това го води до апатия.

## Здраве
Епаньол бретон живее средно 12-15 години. Това е породата, която няма регистрирани генетични заболявания.